# 黎明泳鳄属
黎明泳鳄属（学名：Eoneustes）是真蜥鳄科下的一个属。

## 下属物种
本属包括以下物种：
- Teleidosaurus gaudryi (Collot, 1905)